# رهاتر از دریا
رهاتر از دریا فیلمی به کارگردانی حمید طالقانی و نویسندگی جواد حبیب پور ساختهٔ سال ۱۳۸۹ است.

## بازیگران
- علی عزیزی
- عبدالرضا اکبری
- شیوا خنیاگر
- پروین مقدم زاده
- عباس جهانبخش
- سمانه جهانبخش
- پوریا دلشاد
- پوریا طالقانی
- مروارید رمضانعلی
- حمید طالقانی

## خلاصه داستان
در خلاصه داستان این فیلم آمده‌است:

«بی قراری دریا برای رهایی دریاست، رهایی نه از موج و طوفان از دلشکستگی رهاست. رهاتر از دریا برای دل سپردن به گذشته و برای رسیدن به واقعیت زندگی اوست …»

## عوامل تولید
برخی از عوامل تولید این فیلم عبارتند از:
- کارگردان: حمید طالقانی
- تهیه‌کننده:عباس جهانبخش
- نویسنده: جواد حبیب پور
- آهنگساز: محمد مهدی گورنگی
- فیلم‌بردار: افشین علی‌زاده
- تدوین و سرمایه‌گذار: مرتضی احمدی هرندی
- دستیار اول کارگردان و برنامه‌ریز: محمود شاملو
- دستیار اول کارگردان: فرشاد رحمانی
- منشی صحنه: آذر تجلی
- طراح چهره پردازی: علیرضا خورشیدی
- چهره پرداز: مهدی قاسم‌زاده
- صدابردار: آرش برومند
- طراح صحنه: مجید علی اسلام